# Abbas I Pasza
Abbas I, arab. عباس الأول lub Abbas Hilmi I Pasza (ur. 1 lipca 1813 w Dżuddzie, zm. 16 lipca 1854 w Banha) – regent Egiptu, a następnie wāli (gubernator) Egiptu, Sudanu, Hidżazu, Morei, Thasos i Krety. Syn Tusuna Paszy i wnuk Muhammada Alego, twórcy potęgi Egiptu.

## Zarys biografii
W młodości walczył w Syrii pod dowództwem swego stryja – Ibrahima Paszy. Po śmierci Ibrahima w 1848 Abbas w listopadzie został regentem. Natomiast po śmierci w sierpniu 1849 Muhammada Alego, stał się samodzielnym władcą państwa.
Często opisywano go jako osobę lubiącą zbytek, przyjemności i luksus. Jednak Nubar Pasza pisze o nim jako o gentlemanie wychowanym w starej szkole. Uważany był za markotnego, posępnego usposobienia i milczącego, spędzającego niemalże cały czas we własnym pałacu. Nie kontynuował dzieła swego dziada, nie tworzył potęgi Egiptu. Zniósł monopole handlowe, zamknął wiele fabryk i szkół oraz zmniejszył liczebność armii do 9000 żołnierzy. Plany uniezależnienia od europejskich mocarstw coraz bardziej wydawały się mgliste. Za jego panowania zwiększyły się ponownie wpływy Turcji. Uległ wreszcie naciskom brytyjskiej dyplomacji i wyraził zgodę na budowę linii kolejowej z Aleksandrii do Kairu. Znacznie zwiększył obszar pól, na których uprawiano bawełnę. Głównym importerem tego surowca stała się Wielka Brytania, uzależniając Egipt gospodarczo od siebie.
16 lipca 1854 został zamordowany w pałacu przez swoich dwóch niewolników. Jego następcą został stryj – Sa’id Pasza.

## Odznaczenia
- Order Portretu Władcy (Turcja)[1]
- Order Sławy z brylantami (1849, Turcja)[1]
- Order Medżydów I kl. (1853, Turcja)[1]
- Order śś. Maurycego i Łazarza I kl. (Sardynia)[1]